# Giorgi Kwinitadze
Giorgi Kwinitadze, gruz. გიორგი კვინიტაძე, właściwie Giorgi Czikowani (ur. 9 sierpnia?/21 sierpnia 1874 w Dagestanie (Imperium Rosyjskie), zm. 7 sierpnia 1970 w Chatou) – gruziński wojskowy i emigracyjny działacz narodowy, generał major, współzałożyciel Unii Gruzińskich Tradycjonalistów podczas II wojny światowej.

## Życiorys
Od 1884 r. uczył się w korpusie kadetów w Tyflisie, a następnie w Konstantynowskiej Szkole Piechoty w Petersburgu. Po jej ukończeniu służył we Władykaukazie i na ziemiach polskich. Uczestniczył w latach 1904–1905 w wojnie rosyjsko-japońskiej. W 1910 r. ukończył Akademię Sztabu Generalnego, po czym dostał przydział do sztabu kaukaskiego dystryktu wojskowego w stopniu kapitana. Podczas I wojny światowej służył na froncie kaukaskim. W 1916 r. awansował na pułkownika z przydziałem na szefa sztabu 4 Kaukaskiej Dywizji Strzeleckiej. W 1917 r. został w stopniu generała majora zastępcą ministra wojny Komisariatu Transkaukaskiego. W 1918 r. pozbawiono go tej funkcji z powodu konfliktu z przywódcami gruzińskiej partii mienszewików. Pod koniec roku – po wybuchu konfliktu granicznego z Armenią – objął funkcję szefa sztabu gruzińskiej armii. W 1919 r. pacyfikował rewolty ludności pochodzenia tureckiego w południowo-zachodniej części Gruzji. W tym samym roku założył w Tyflisie szkołę wojskową, pierwszą tego typu instytucję w niepodległej Demokratycznej Republice Gruzji. W kwietniu 1920 r. jako głównodowodzący wojskami gruzińskimi z powodzeniem bronił granicy przed sowiecką agresją. Podczas decydującego ataku bolszewików w lutym 1921 r. dowodził siłami gruzińskimi w obronie przed powtórną agresją radziecką. Poniósł klęskę wobec ogromnej dysproporcji walczących stron w liczbie żołnierzy i zaopatrzeniu.
Po upadku Gruzji pod koniec lutego, udał się na emigrację do Francji. Działał w gruzińskich organizacjach narodowych. Podczas II wojny światowej podjął kolaborację z Niemcami. W 1942 r. w Berlinie był jednym z założycieli Unii Gruzińskich Tradycjonalistów, która dążyła do wyzwolenia Gruzji spod władzy sowieckiej przy pomocy wojsk niemieckich. Po wojnie ponownie zamieszkał we Francji. Zmarł 7 sierpnia 1970 r. i został pochowany na gruzińskim cmentarzu w Leuville-sur-Orge.
Jest autorem wspomnień z lat 1917–1921, które zostały opublikowane po rosyjsku w Paryżu w 1985 r.
Imieniem Giorgi Kwinitadze nazwano jedną z ulic w Tbilisi.
W 2013 pośmiertnie uhonorowany tytułem Narodowego Bohatera Gruzji.
W dniu 22 maja 2021 roku jego szczątki zostały przewiezione do Gruzji i spoczną na cmentarzu w Tbilisi.